# Шелехівський парк
Ше́лехівський парк  — парк-пам'ятка садово-паркового мистецтва місцевого значення в Україні. Розташований у селі Слобідка-Шелехівська Деражнянської міської громади Хмельницького району Хмельницької області. 

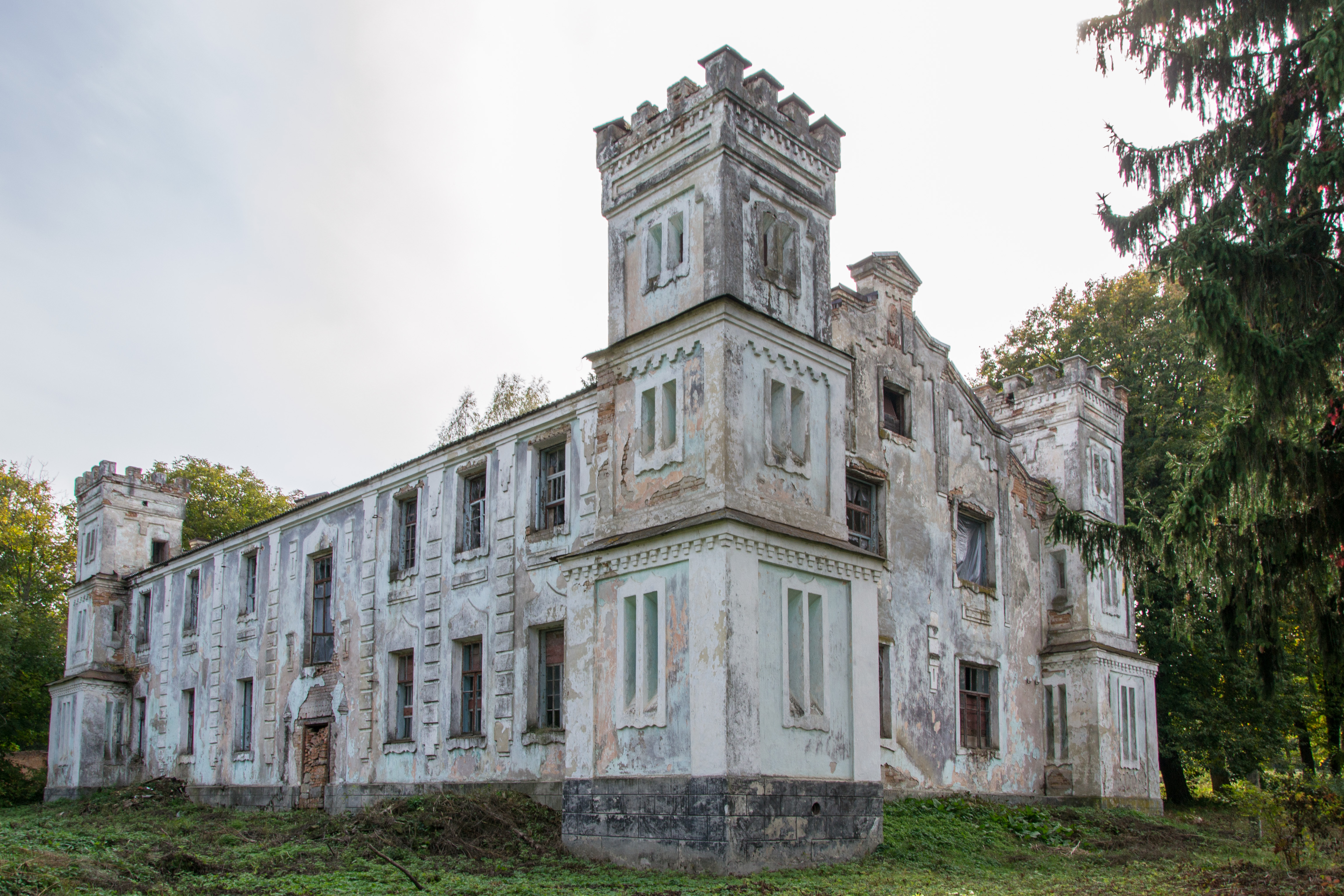
Палац Новинських у с. Слобідка-Шелехівська

Площа 1 га. Статус надано згідно з рішенням облвиконкому від 26.10.1990 року № 194. Перебуває у віданні Деражнянської міської громади.
Статус надано для збереження давнього парку при Літературно-меморіальному музею Анни Ахматової.